# Heterocranus incisus
Heterocranus incisus är en skalbaggsart som beskrevs av Thierry Bourgoin 1919. Heterocranus incisus ingår i släktet Heterocranus och familjen Cetoniidae. Inga underarter finns listade i Catalogue of Life.